# Stephanie Leonidas
Pour les articles homonymes, voir Léonidas (homonymie).
Stephanie Leonidas, née le 14 février 1984 à Londres en Angleterre, est une actrice britannique.

## Biographie
Elle naît à Londres en Angleterre, de Harry et Lesley Leonidas. Son père est d'origine chypriote grecque et sa mère est d'origine galloise. Elle a deux sœurs, prénommées Helena et Georgina et un frère, prénommé Dimitri.

## Filmographie

### Cinéma
- 2002 : Fogbound : Annette à 16 ans
- 2004 : Yes : Grace
- 2005 : MirrorMask : Helena/Anti-Helena
- 2006 : La Fiesta del chivo : Uranita
- 2006 : La Croisade en jeans : Jenne
- 2011 : How to Stop Being a Loser : Patch
- 2013 : You Want Me to Kill Him ? : Kelly
- 2014 : Luna : Fraya
- 2014 : Tomorrow de Martha Pinson : Katie
- 2015 : Meet Pursuit Delange: The Movie : Carmen Mead

### Télévision
- 1997 : Chalk (en) (série télévisée) : La fille lapin #1
- 2000 : Down to Earth (série télévisée) : Chrissie
- 2001 : Holby City (série télévisée) : Sarah Newman
- 2001 : Night & Day (série télévisée) : Della Wells
- 2002 : Daddy's Girl (Téléfilm) : Emma Cooper
- 2003 : Danielle Cable: Eyewitness (Téléfilm) : Kerry
- 2003 : The Bill (série télévisée) : Kirsty Sullivan
- 2004 : Le Mur du silence (Wall of Silence) (Téléfilm) : Tracy Broughton
- 2004 : Rose and Maloney (série télévisée) : Katie Phelan
- 2004 : Doc Martin (série télévisée) : Melanie
- 2005 : Revelations (série télévisée) : Athena
- 2005 : Empire (Feuilleton TV) : La petite amie
- 2005 : Dans la peau (Beneath the Skin) (Téléfilm) : Zoe Haratounian
- 2006 : Brief Encounters (série télévisée) : Jay
- 2006 : Dracula (Téléfilm) : Mina Murray
- 2007 : Miss Marple (s3.02 : Témoin indésirable) : Hester Argyle
- 2011 : Atlantis: End of a World, Birth of a Legend (Téléfilm) : Pinaruti
- 2012 : Eternal Law (série télévisée) : Jude
- 2012 : Whitechapel (série télévisée) : Georgie Fox
- 2013 : The Bible (série télévisée) : Rahab
- 2013 : By Any Means (série télévisée) : Colleen Parker
- 2013 : Hercule Poirot (série télévisée) : Hattie Stubbs
- 2013-2015 : Defiance (série télévisée) : Irisa
- 2014 : Defiance: The Lost Ones (Téléfilm) : Irisa
- 2015 : Inspecteur Barnaby : Annabel dans l'épisode "Meurtre par enchantement"
- 2016 : American Gothic (série télévisée) : Sophie Hawthorne
- 2017 : Snatch : Chloe Koen
- 2019 : Les Enquêtes du commissaire Van der Valk : Eva Meisner (épisode : "Love in Amsterdam")
- 2020 : Les Enquêtes de Morse : Violetta Talenti (saison 7, épisodes 1 - 3)